# Arcani (Gorj)
Arcani é uma comuna romena localizada no distrito de Gorj, na região de Oltênia. A comuna possui uma área de 26.97 km² e sua população era de 1285 habitantes segundo o censo de 2007.